# Mecaphesa inclusa
Mecaphesa inclusa är en spindelart som först beskrevs av Banks 1902.  Mecaphesa inclusa ingår i släktet Mecaphesa och familjen krabbspindlar. Inga underarter finns listade i Catalogue of Life.